# Circumscripció proporcional de Tòquio
La Circumscripció proporcional de Tòquio o bloc proporcional de Tòquio (japonès: 比例東京ブロック, Hirei Tōkyō burokku) és una de les onze circumscripcions electorals de representació proporcional de la Cambra de Representants del Japó, a la Dieta Nacional del Japó. El seu àmbit és la prefectura de Tòquio. És, juntament amb Hokkaido, una de les úniques dues circumscripcions proporcionals que ocupen només una prefectura. A partir de l'introducció del vot proporcional, el districte va elegir 19 diputats en les eleccions de 1996. Des de les eleccions del 2000, Tòquio havia estat representat per 17 diputats, pero fins al 2024 va tornar als 19 diputats.

## Representants
| Candidatura          | Candidatura                      | Candidatura | 1996 | 2000 | 2003 | 2005 | 2009 | 2012 | 2014 | 2017 | 2021 | 2024 |
| -------------------- | -------------------------------- | ----------- | ---- | ---- | ---- | ---- | ---- | ---- | ---- | ---- | ---- | ---- |
|                      | Partit Liberal Democràtic        | PLD         | 5    | 4    | 6    | 7    | 5    | 5    | 6    | 6    | 6    | 5    |
|                      | Partit Democràtic Constitucional | PDC         | -    | -    | -    | -    | -    | -    | -    | 4    | 4    | 5    |
|                      | Partit Democràtic Popular        | PDP         | -    | -    | -    | -    | -    | -    | -    | -    | 0    | 3    |
|                      | Kōmeitō                          | KMT         | -    | 2    | 2    | 2    | 2    | 2    | 2    | 2    | 2    | 2    |
|                      | Partit Comunista del Japó        | PCJ         | 3    | 2    | 1    | 1    | 1    | 1    | 3    | 2    | 2    | 1    |
|                      | Reiwa Shinsengumi                |             | -    | -    | -    | -    | -    | -    | -    | -    | 1    | 1    |
|                      | Nippon Ishin no Kai              | Ishin       | -    | -    | -    | -    | -    | 3    | 3    | 0    | 2    | 2    |
|                      | Partit Socialdemòcrata           | PSD         | 1    | 1    | 0    | 1    | 0    | 0    | 0    | 0    | 0    | 0    |
| Partits desapareguts |                                  |             |      |      |      |      |      |      |      |      |      |      |
|                      | Partit Democràtic                | PD          | 5    | 6    | 8    | 6    | 8    | 3    | 3    | -    | -    | -    |
|                      | Partit de la Nova Frontera       | PNF         | 5    | -    | -    | -    | -    | -    | -    | -    | -    | -    |
|                      | El Vostre Partit                 | VP          | -    | -    | -    | -    | 1    | 2    | -    | -    | -    | -    |
|                      | Partit del Futur del Japó        | PFJ         | -    | -    | -    | -    | -    | 1    | 0    | -    | -    | -    |
|                      | Partit Liberal                   | PL          | -    | 2    | -    | -    | -    | -    | -    | -    | -    | -    |
|                      | Partit de l'Esperança            | PE          | -    | -    | -    | -    | -    | -    | -    | 3    | -    | -    |
| Total                | Total                            | Total       | 19   | 17   | 17   | 17   | 17   | 17   | 17   | 17   | 17   | 19   |